# Finch
Finch jest jednym z amerykańskich post-hardcore'owych/alternatywnych zespołów z Temecula, Kalifornia.

## Historia
Finch został założony w 1990 pod nazwą "Numb", lecz wtedy był zespołem grającym covery innego, bardziej znanego zespołu Deftones. Nazwę zmienili oficjalnie na "Finch", gdy nagrali i wydali swój pierwszy album pt. "Falling Into Place" (EP) w 2001. EP zostało sprzedane w 6000 kopii po 5 miesiącach. Po współpracy z producentem Markiem Trombino (współpracującym także z grupami takimi jak Blink-182 czy Jimmy Eat World) na początku 2002 wydali kolejną płytę zatytułowaną "What It Is to Burn". Kolejna płyta to "Say Hello To Sunshine" ukończona dopiero w czerwcu 2005, ponieważ w połowie jej nagrywania Alex Pappas (perkusista) odszedł z zespołu.
19 lutego 2006 roku zespół oficjalnie zawiesił działalność z osobistych powodów członków grupy. Aktualnie członkowie Finch obrali różne drogi:
- Randy Strohmeyer i Derek Doherty ogłosili, że aktualnie są członkami zespołu Quadruple Duo.
- Nate Barcalow pracuje aktualnie z zespołem Cosmonaut. Zespół ten składa się z członków dwóch innych bandów Beta Factor i Shoot Out The Lights.
- Marc Allen jest gra aktualnie w zespole Helen Earth Band wraz ze swoim bratem Adamem.
- Alex Linares na dzień dzisiejszy nie gra w żadnym zespole.

## Muzycy

### Obecny skład zespołu
- Marc Allen - perkusja
- Derek Doherty - gitara basowa
- Nate Barcalow - śpiew
- Randy "R2K" Strohmeyer - gitara prowadząca, śpiew
- Alex "Grizz" Linares - gitara rytmiczna

### Byli członkowie zespołu
- Allex Pappas - perkusja

## Dyskografia

### Albumy
- Finch/Nine Page Apology Split (2000)
- Falling Into Place (2001)
- What It Is to Burn (2002)
- Say Hello To Sunshine (2005)

### Single
- Waiting (2001)
- Letters To You (2002)
- Post Script (2002)
- What It Is To Burn (2002)
- New Beginnings (2003)
- Awake (2003)
- Stay With Me (2003)
- Worms Of The Earth (2003)
- Brother Bleed Brother (2005)
- Bitemarks And Bloodstains (2005)